# Laives (przystanek kolejowy)
Laives (wł. Stazione di Laives, niem. Bahnhof Leifers) – przystanek kolejowy w Laives, w prowincji Bolzano, w regionie Trydent-Górna Adyga, we Włoszech. Znajduje się na linii Verona – Innsbruck.
Według klasyfikacji RFI ma kategorię srebrną.

## Opis
Dwa budynki pasażerskie, nowo wybudowane (na początku lat 2000), zawierają automaty biletowe i poczekalnię.
Stacja ma 2 perony krawędziowe do obsługi pociągów pasażerskich. Perony są połączone za pomocą przejścia podziemnego, wyposażonego w windy.
Na przystanku zatrzymują się tylko pociągi regionalne (dwa na godzinę w dni powszednie w ciągu dnia). Główne kierunki to Bolzano, Trydent, Werona i Ala.